# Camp de gel Columbia

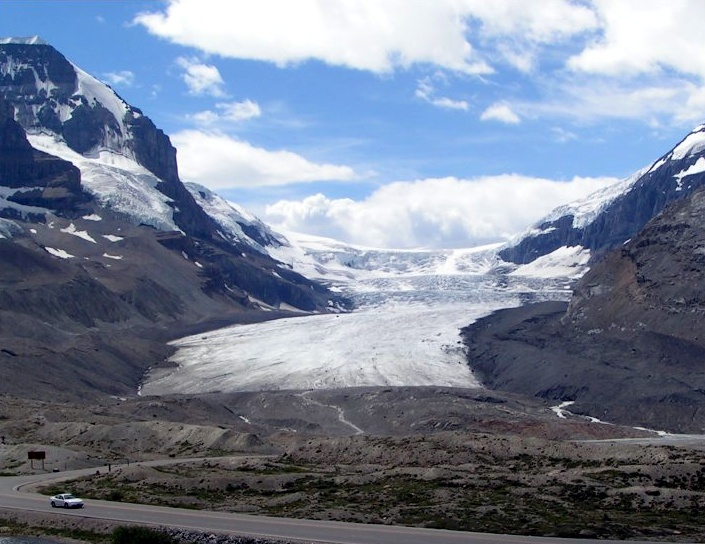
Glacera Athabasca

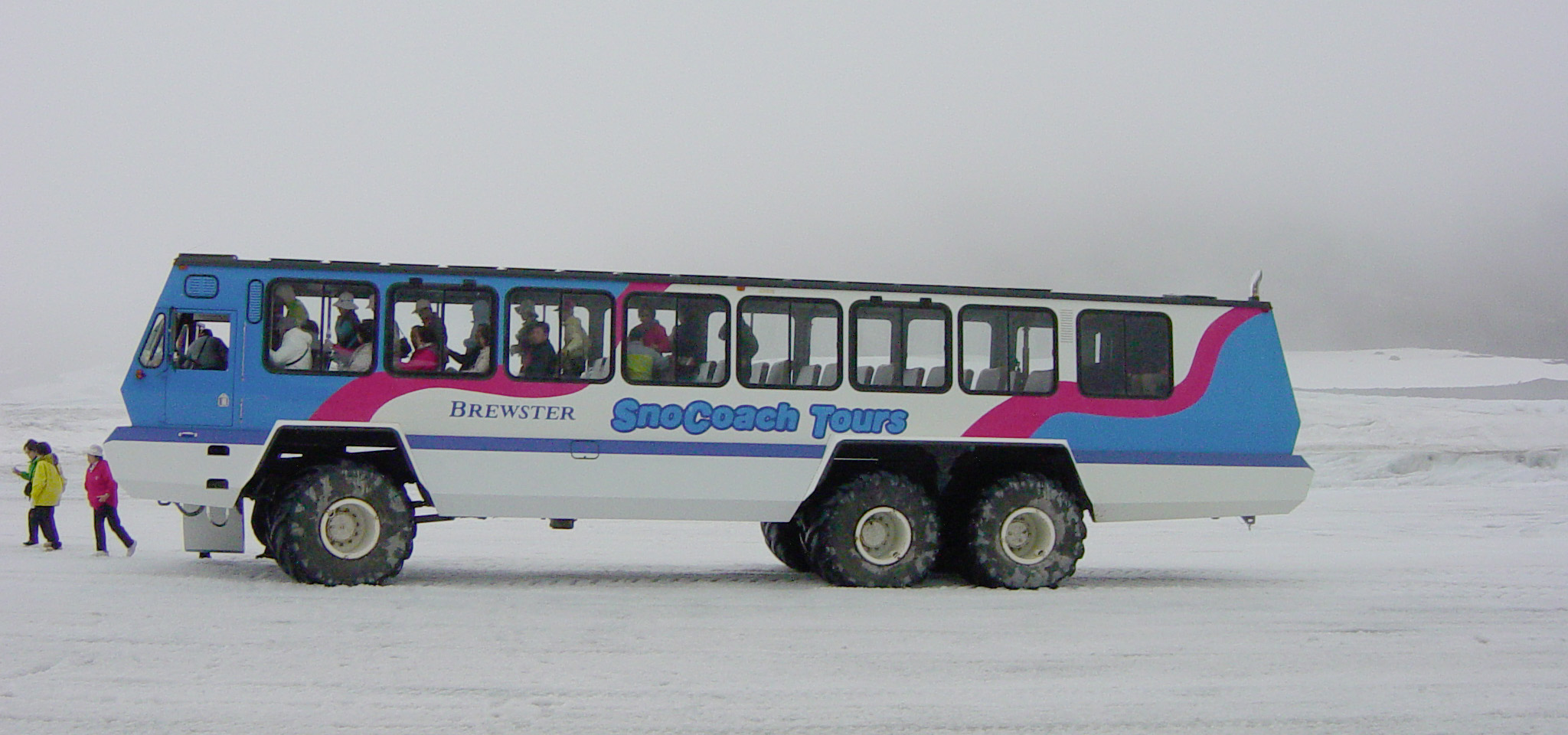
"Snow coach" a la Glacera Athabasca

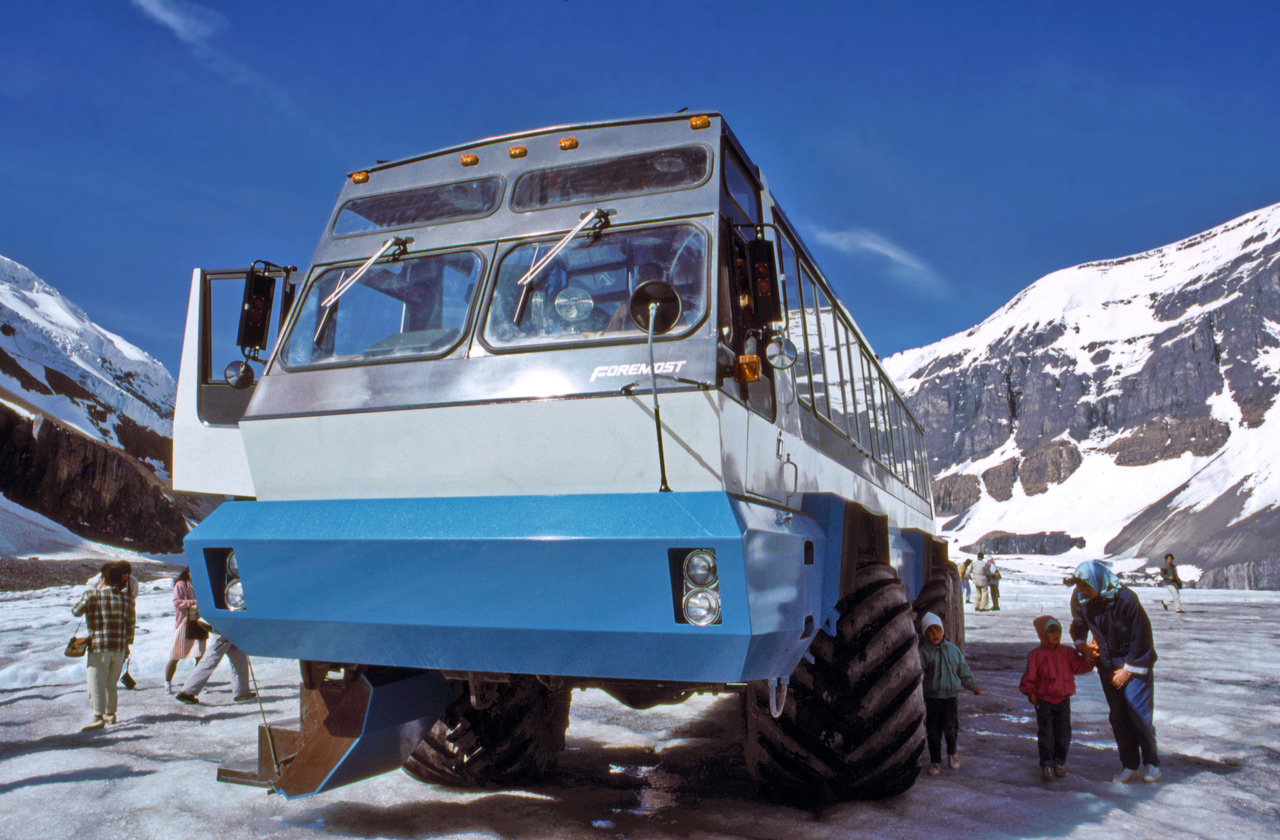
"Snow coach" a la Glacera Athabasca

El camp de gel Columbia (en anglès Columbia Icefield) és un dels camps de gel més grans per sota del cercle polar àrtic. Es troba a les Canadian Rockies, a cavall de la divisòria continental i les províncies d'Alberta i la Colúmbia Britànica, Canadà. Es troba dins els Parcs Nacionals de Baff i Parc Nacional de Jasper. La seva superfície és de 325 km², amb un gruix d'entre 100 i 365 metres, a banda de rebre set metres de neu nova cada any. El camp de gel alimenta vuit grans glaceres, entre elles: 
- Glacera Athabasca
- Glacera Castleguard
- Glacera Columbia
- Glacera Dome
- Glacera Stutfield
- Glacera Saskatchewan

Algunes de les muntanyes més altes de les Canadian Rockies estan situades al seu voltant:
- Mont Andromeda (3.450 m)
- Mont Athabasca (3.491 m)
- Mont Bryce (3.507 m)
- Mont Castleguard (3.090 m)
- Mont Columbia (3.747 m)
- Mont King Edward (3.490 m)
- Mont Kitchener (3.505 m)
- North Twin Peak (3.684 m)
- South Twin Peak (3.566 m)
- Snow Dome (3.456 m)
- Stutfield Peak (3.450 m)

Parts del camp de gel són visibles des de la Icefields Parkway, una carretera que discorre en paral·lel a la divisòria continental d'aigues. La glacera Athabasca ha retrocedit de manera significativa des de 1844, moment en què va tenir la màxima extensió en temps moderns. Durant els mesos d'estiu es poden realitzar excursions per aquesta glacera en còmodes vehicles adaptats al gel, els "snowcoaches". Durant l'hivern el camp de gel Columbia és una important destinació per a l'esquí de muntanya.
El camp de gel va ser descrit per primera vegada el 1898 per J. Norman Collie i Hermann Woolley després d'haver completat la primera ascensió al Mont Athabasca.
Els rius Athabasca i Saskatchewan Nord tenen les seves font al camp de gel Columbia, així com els afluents que donen lloc al riu Columbia. Les aigües del capdamunt del camp de gel van a parar tres grans conques, cap al nord fins a l'oceà Àrtic, a l'est fins a la badia de Hudson (i d'aquí fins a l'oceà Atlàntic), i al sud i a l'oest cap a l'oceà Pacífic.